# 산도이섬
산도이섬(페로어: Sandoy, 덴마크어: Sandø 산되[*])은 페로 제도의 섬 중 하나이다.

## 같이 보기
- 페로 제도의 섬 목록